# Callidium viridocyaneum
Callidium viridocyaneum är en skalbaggsart som beskrevs av Linsley och Chemsak 1963. Callidium viridocyaneum ingår i släktet Callidium och familjen långhorningar. Inga underarter finns listade.